# L'Île du Diable (Buck Danny)
Pour les articles homonymes, voir Île du Diable (homonymie).
L'Île du Diable est la quatrième histoire des aventures de la série Buck Danny « Classic ». Elle est publiée sous forme d'album en 2017. L'histoire est scénarisée par Frédéric Zumbiehl et dessinée par Jean-Michel Arroyo,.

## Résumé
À la recherche du bombardier B-29 perdu, Buck a crashé son appareil sur la mystérieuse île du diable dans la Mer de Banda. L'île grouille de japonais mais l'anthropologue anglais Andrew Lassiter y vivant avertit par radio un destroyer australien de la présence de l'aviateur américain. Le signal radio est capté par l'armée japonaise rebelle des "Fantômes du Soleil levant", dirigée par le général Osho, et Mo-Choung-Young est bientôt à la poursuite de Buck. Isolé dans la jungle, Buck est mordu par un serpent et contracte une forte fièvre puis il emmené dans la tribu des Dayak où il devient le protégé de Lassiter, vu comme l'"homme feu" par la tribu grâce à l'utilisation de magnésium le rendant phosphorescent. Alertés par les australiens, Tumbler et Sonny ont embarqué à bord d'un hydravion Catalina qui les amène sur l'île. Buck rétabli, il se fait capturer avec Lassiter par Mo-Choung-Young qui les emmène dans la base secrète du général Osho où ils rencontrent le terrifiant docteur Ishii, et le général Hessler qui prépare leur bombardier géant Nakajima Fugaku. Osho planifie une attaque nucléaire sur la côte ouest des États-Unis. 
Tumbler et Sonny aidés par les Dayak arrivent à faire évader Buck et Lassiter. Alors qu'ils s'enfuient, Lassiter est tué pendant qu'il lance un appel radio de secours auprès de la base américaine de Mindanao. Mais le bombardier est prêt et décolle à l'aube avec Hessler. L'escadrille de Buck arrive à la rescousse et détruit la base et deux sous-marins, tuant en même temps le général Osho 
se trouvant à bord. Buck, Sonny et Tumbler quittent l'île à bord du Catalina et rejoignent Mindanao d'où ils prennent un B-29 afin de rejoindre San Francisco. Le bombardier d'Hessler s'est quant à lui caché dans les îles Aléoutiennes.
Une semaine après, l'attaque est déclenchée . Dans la baie de San Francisco, Buck, Tumbler et Sonny font face à Mo-Choung-Young qui pilote l'avion à réaction Okha. Les mustang P-51 américains ne font pas le poids contre lui, mais finalement Buck, utilisant sa maniabilité supérieure réussit à faire se crasher son ennemi. Sonny lance son appareil contre le cockpit du bombardier qui sombre dans l'eau. 
Quelques jours plus tard, Buck et ses coéquipiers enterrent Andrew Lassiter sur l'île du diable et se font remettre des médailles par le général MacArthur lui-même.

## Univers

### Avions
Les avions cités dans le livre incluent : Republic P-47 Thunderbolt, Consolidated PBY Catalina, Nakajima G10 Fugaku}, Bell P-39 Airacobra, Chance Vought F4U Corsair, North American P-51 Mustang, Boeing B-29 Superfortress, Yokosuka MXY-7 Ohka, et Douglas C-47 Skytrain.

### Personnages
- Mo-Choung-Young, traitre au sein des Tigres Volants, a déjà aperçu dans La Revanche des Fils du Ciel.
- Miss Lee[3], aperçue dans La Revanche des Fils du Ciel.
- Général Osho
- Professeur Shiro Ishii
- Général Hessler